# توپچیدر
توپچیدر (به صربی: Topčider) یک منطقهٔ مسکونی  و جنگل در صربستان است که در Belgrade District واقع شده‌است.